# 铁炉庄千佛阁
铁炉庄千佛阁，位于山西省临汾市洪洞县万安镇铁炉庄村，是昔日的村堡门楼，城台上木楼阁，二层，十字歇山顶，正方形平面，楼下三间，楼上一间，嘉靖二十四年（1545年）春三月吉旦立。铁炉庄千佛阁已公布为洪洞县文物保护单位。